# Правило фаз

Фазова діаграма

Прáвило фаз, або правило Ґіббза — співвідношення, що пов'язує кількість різних речовин (компонентів), фаз і термодинамічних ступенів свободи у гетерогенній системі (у стані термодинамічної рівноваги). Цим правилом користуються для знаходження у певному пункті фазової діаграми найвищого значення кількості термодинамічних ступенів свободи.
- Для рідин та газів:

{\displaystyle f=N-P+2},
де f — кількість термодинамічних ступенів свободи; N — кількість компонентів системи; P — кількість фаз.
- Для твердої речовини:

{\displaystyle f\;=\;N\;-\;P\;+\;1},
тому що на тверду речовину зміна тиску впливає трішки або зовсім не впливає.

## Історія
Правило фаз сформулював у 1870-х Джозая Віллард Ґіббз.

## Теорія
Умовою співіснування фаз є рівність хімічних потенціалів кожної з речовин у кожній із фаз. Хімічний потенціал речовини в певній фазі залежить від N+1 змінних: температури, тиску, концентрацій речовин у фазі, яких налічується N-1. Якщо таких фаз P, то загалом налічується P·(N-1)+2 змінні. Кількість рівнянь, в яких прирівнюються хімічні потенціали кожної з речовин у кожній із фаз N·(P-1). Таким чином, необхідна умова того, що хімічні потенціали можна прирівняти:
{\displaystyle P\leq N+2},
а число f=N+2-P визначає кількість змінних, які можна обрати довільно. Ці змінні отримали назву термодинамічних ступенів свободи.

## Приклади

### Вода
Вода може перебувати в трьох фазах: у вигляді криги, рідини та (пари) газу. Стан, коли всі три фази співіснують, має
{\displaystyle f=1-3+2=0}
ступенів свободи. Тому на фазовій діаграмів він може позначатися лише одніїю точкою (це потрійна точка води).
Стан, коли співіснують 2 фази (наприклад, вода й газ) має
{\displaystyle f=1-2+2=1}
ступенів свободи, тобто зображається на фазовій діаграмі лінією. Справді, в залежності від тиску й температури вода й пара можуть існувати в різних співвідношеннях. Проте, при вибраній температурі тиск і співвідношення води в рідкому стані і парі у рівноважному стані фіксоване. Для заданого тиску існує єдина температура, при якій водяна пара над поверхнею рідини насичена (точка роси).

### Суміші
Суміш двох речовин може існувати щонайбільше в чотирьох фазах одночасно, оскільки для неї N = 2, і при f = 0 число P повинно дорівнювати чотирьом. Відповідно, максимальна кількість фаз для суміші трьох речовин — п'ять тощо. Для бінарної суміші потрійні точки складатимуться в лінії (число ступенів свободи f = 1), а співіснування двох фаз задається повехнею в просторі, визначеному тиском, температурою і концентрацією однієї з речовин.